# Austin Wintory

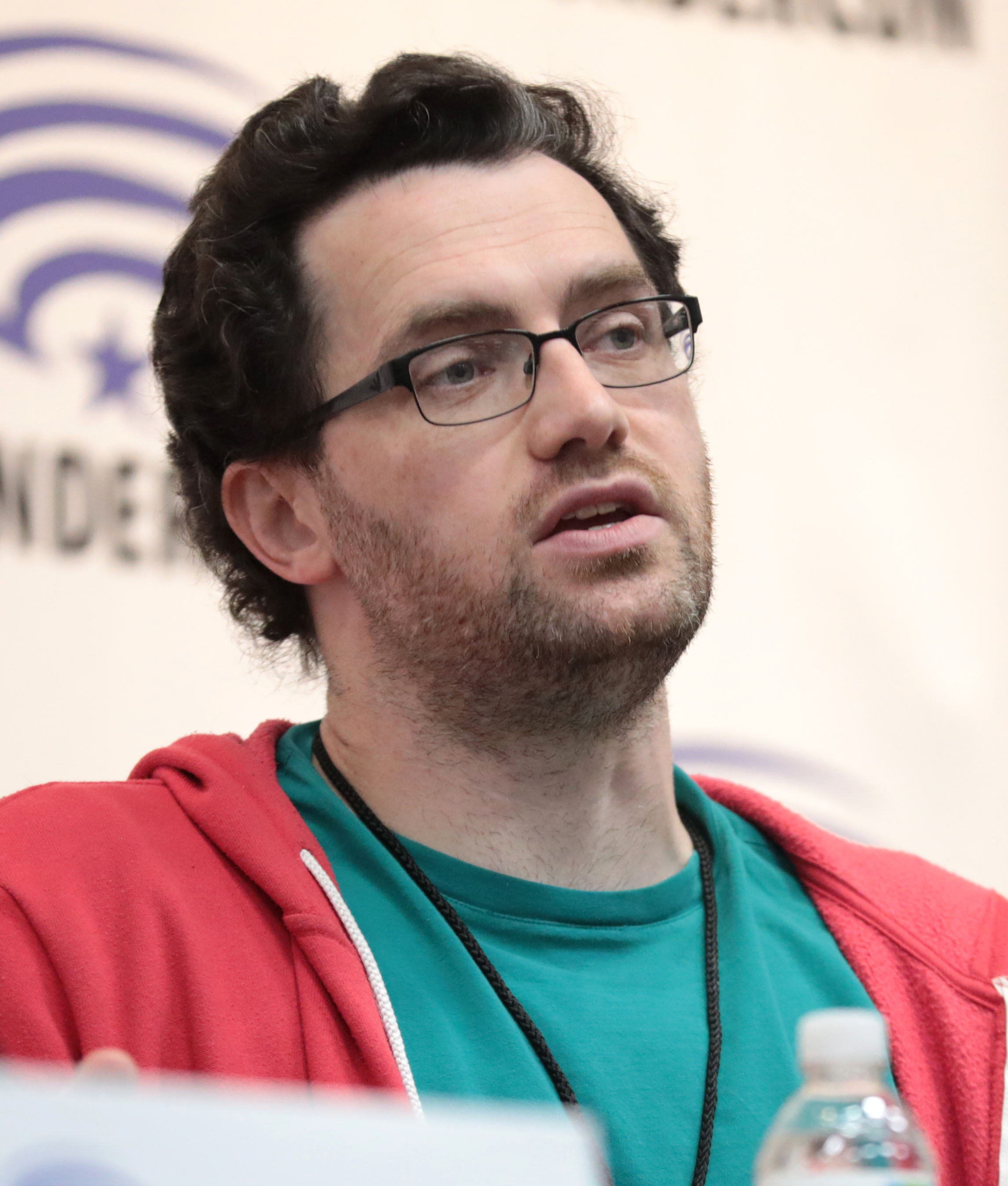
Austin Wintory (2023)

Austin Wintory (* 1984 in Denver, Colorado) ist ein US-amerikanischer Komponist, der hauptsächlich Musik für Filme und Videospiele komponiert.

## Leben
Wintory besuchte die University of Southern California. Er komponierte erstmals die Spielmusik für das 2006 veröffentlichte Indie-Spiel Flow und komponiert weiterhin für das US-amerikanische Entwicklerstudio Thatgamecompany. 2013 wurde der Soundtrack, den Wintory für das Videospiel Journey komponierte, für einen Grammy Award nominiert.

## Werke (Auswahl)
Computerspiele
- 2006: Flow
- 2012: Journey
- 2012: Horn

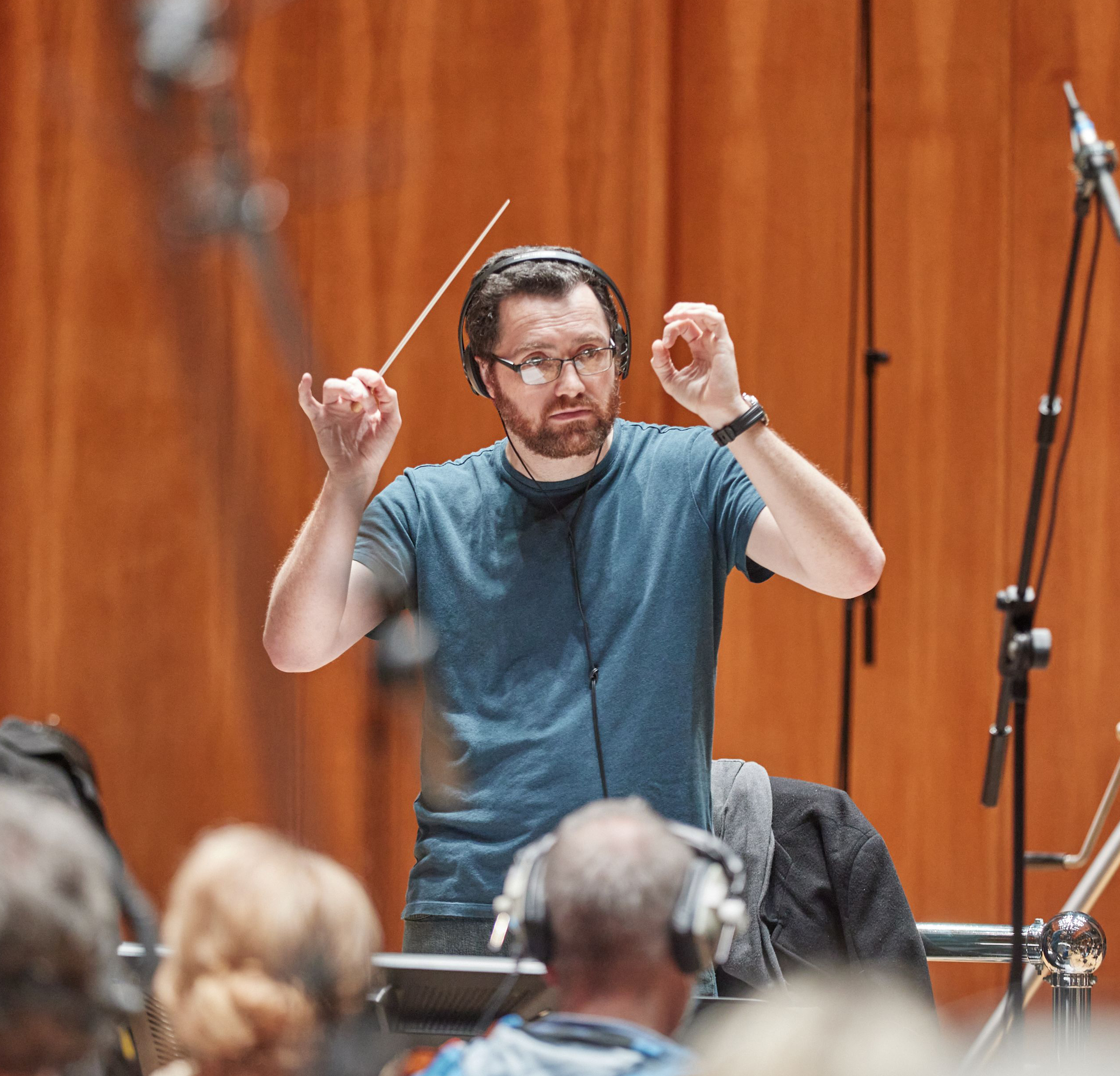
Austin Wintory mit dem London Symphony Orchestra (2022)

- 2012: Counter-Strike: Global Offensive
- 2013: Leisure Suit Larry: Reloaded
- 2014: The Banner Saga
- 2015: Sunset
- 2015: The Order: 1886
- 2015: Assassin’s Creed Syndicate
- 2016: Abzû
- 2023: Stray Gods: The Roleplaying Musical

Filme
- 2008: Käpt’n Abu Raed
- 2009: Grace
- 2009: Serpent and the Sun: Tales of an Aztec Apprentice (Dokumentarfilm)
- 2009: Knuckle Draggers
- 2009: Eine Überraschung zum Fest (Make the Yuletide Gay¥)
- 2009: Live Evil – Die Jagd hat begonnen (Little Evil)
- 2010: A Little Help
- 2010: Let the Game Begin
- 2012: Dark Tourist
- 2021: Born a Champion

## Nominierungen
- 2012: Spike Video Game Awards, Bester Song in einem Spiel
- 2013: Grammy Awards 2013, Bester komponierter Soundtrack für visuelle Medien[1]